# Nissan Pivo

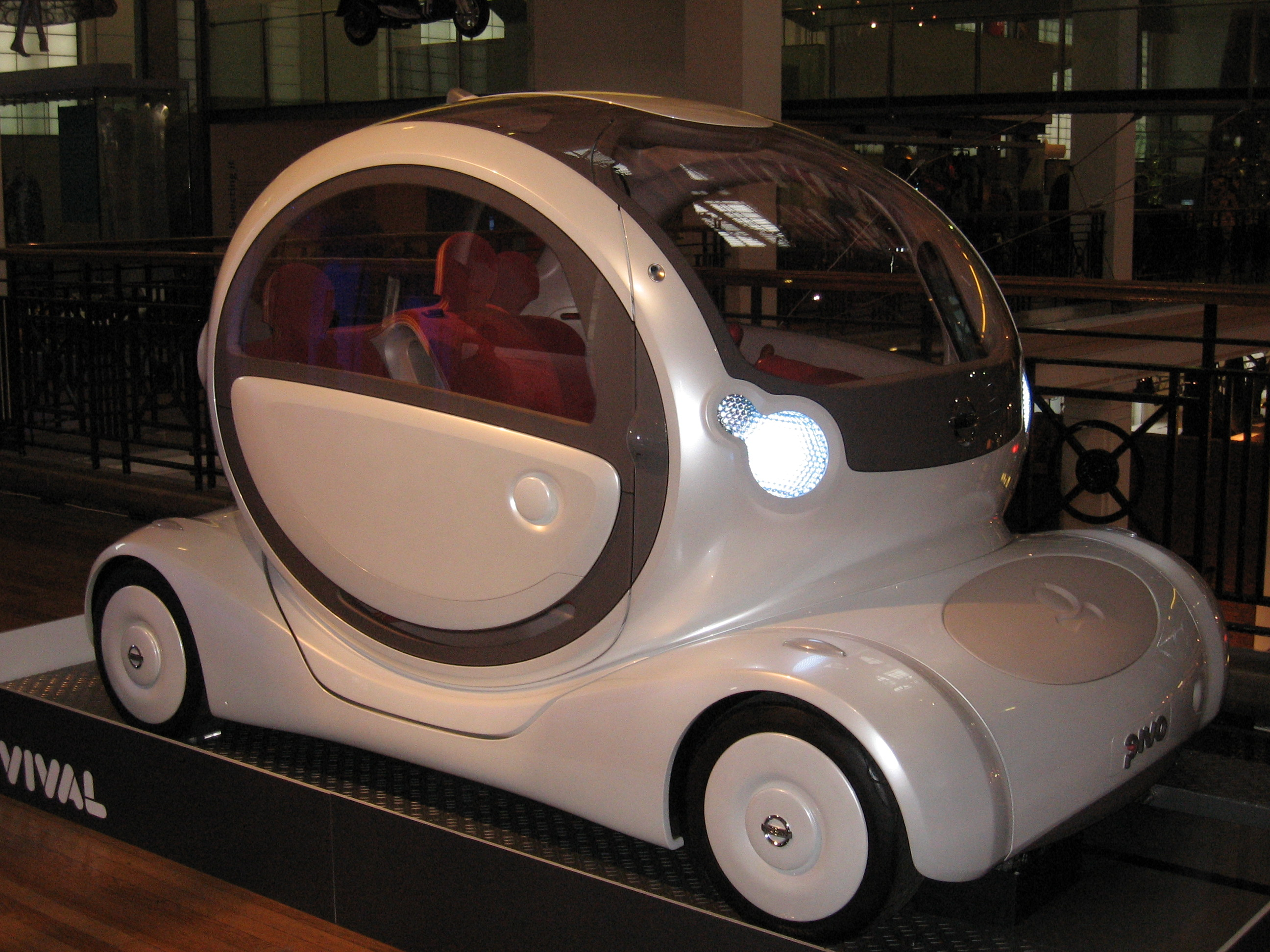

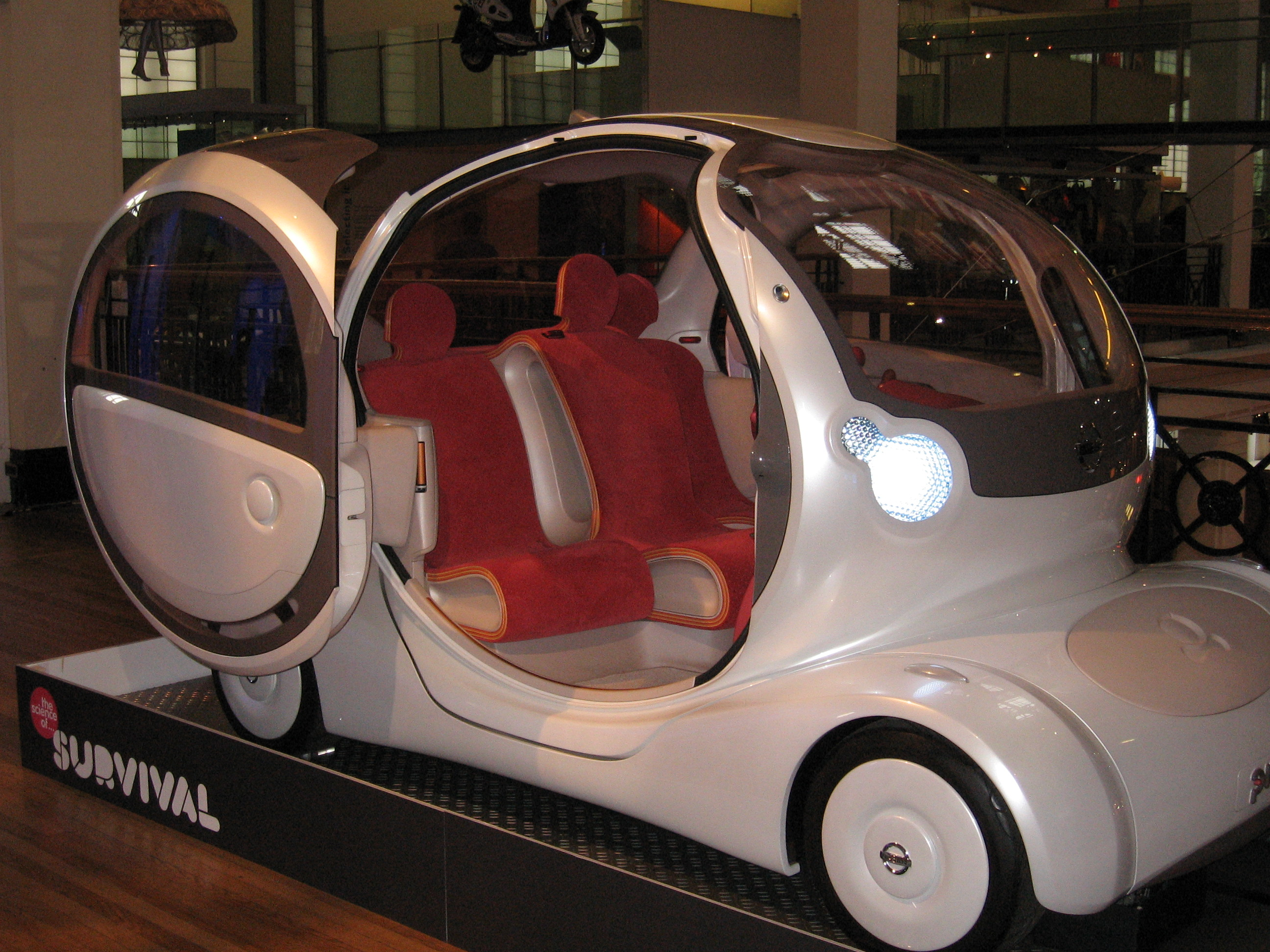

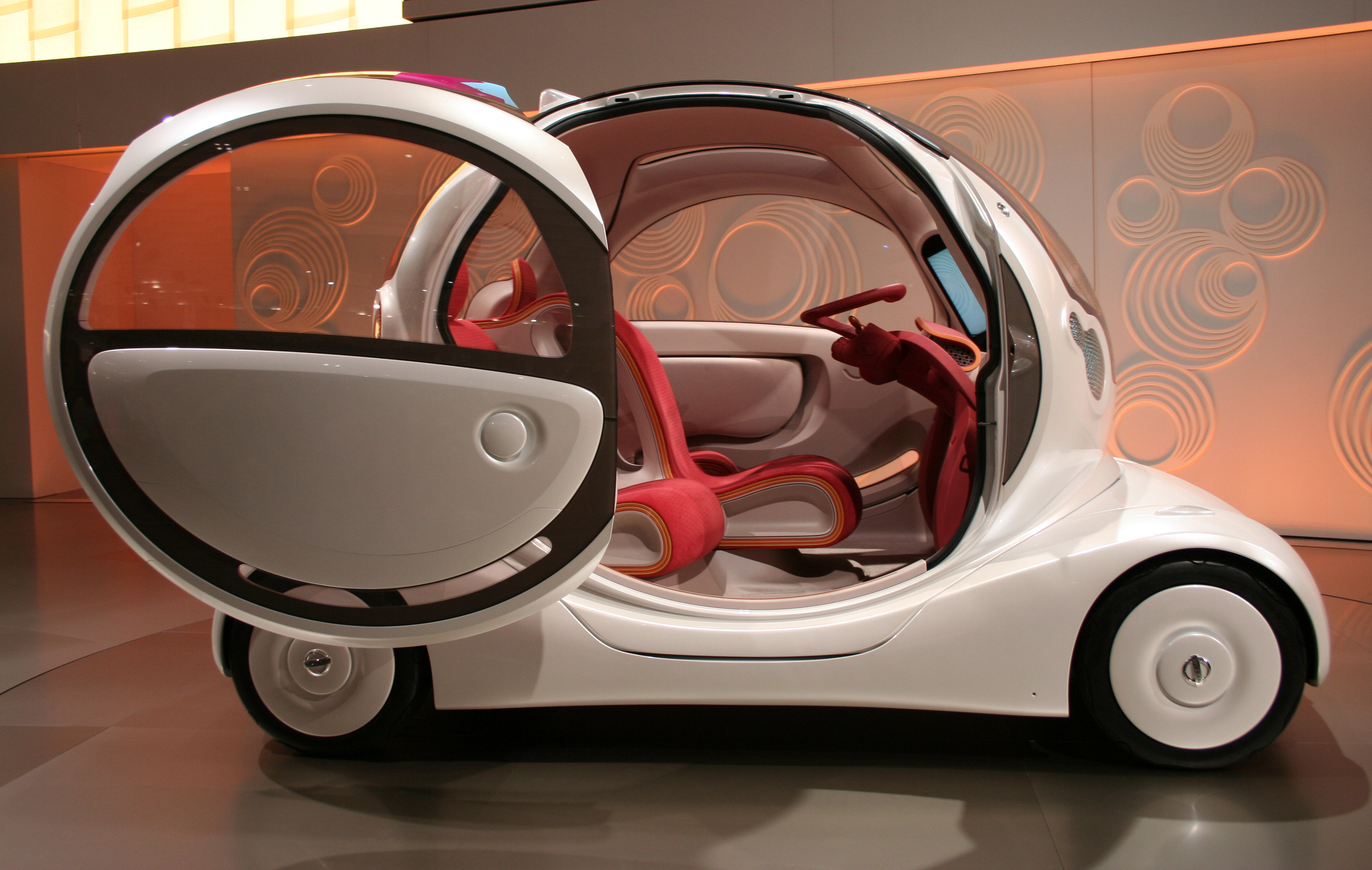

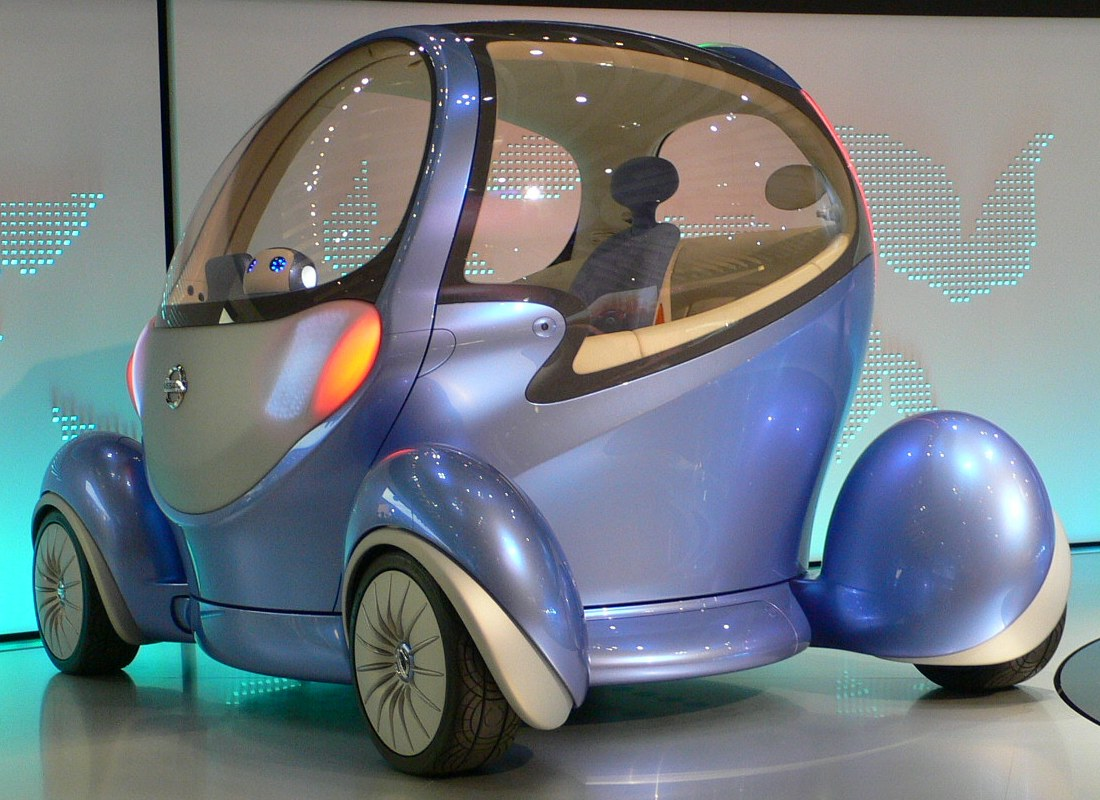
Versão 2007

O Nissan Pivo é um carro conceito criado pela Nissan. O Pivo foi lançado no Tokyo Motor Show 2005. O carro é essencialmente uma cabine rotativa de 360 graus sobre um chassi de 4 rodas, e, portanto, elimina a necessidade de inverter e torna mais fácil estacionar. O Pivo é alimentado por uma bateria de lítio-ion.

## Pivo 2
Uma versão atualizada do Pivo, foi lançada em 2007. As rodas foram movidas para girar,que permitem conduzir o carro em qualquer direcção.